# كاورو كوباياشي
كاورو كوباياشي (بالكانا:こばやし かおる) هو ممثل ياباني، ولد في 4 سبتمبر 1951 في اليابان.

## أعمال

### أفلام
- (1997) الأميرة مونونوكي[5]
- (2006) حكايات من أراضي البحار

## وصلات خارجية
- كاورو كوباياشي على موقع IMDb (الإنجليزية)
- كاورو كوباياشي على موقع روتن توميتوز (الإنجليزية)
- كاورو كوباياشي على موقع ألو سيني (الفرنسية)
- كاورو كوباياشي على موقع أول موفي (الإنجليزية)
- كاورو كوباياشي على موقع قاعدة بيانات الأفلام السويدية (السويدية)
- كاورو كوباياشي على موقع قاعدة بيانات الفيلم (الإنجليزية)
- كاورو كوباياشي على موقع كينوبويسك (الروسية)